# Walter Cronkite
Walter Leland Cronkite Jr. (ur. 4 listopada 1916 w Saint Joseph w stanie Missouri, zm. 17 lipca 2009 w Nowym Jorku) – amerykański dziennikarz telewizyjny, najbardziej znany jako prezenter Evening News.
Dzieciństwo spędził w Missouri i Teksasie. Studiów na uniwersytecie w Austin nie ukończył, poświęcił się natomiast dziennikarstwu prasowemu. Potem przeszedł do radia w Oklahomie i w Missouri.
W czasie II wojny światowej jako reporter United Press wyróżnił się relacjami z Afryki Północnej i Europy. Po wojnie relacjonował procesy norymberskie i przez 2 lata był głównym reporterem swojej agencji w Moskwie. W 1950 zaczął pracę w rozwijającej się telewizji CBS. Zajmował się tam polityką i prowadził cykl historyczno-dokumentalny.
Od 1962 do 1981 prowadził w CBS dziennik Evening News, stając się ikoną amerykańskiej telewizji. Uważany był za osobę cieszącą się największym zaufaniem Amerykanów. Jego twarz i głos kojarzą się wielu amerykańskim telewidzom z takimi wydarzeniami jak kryzys kubański, zabójstwo Kennedy’ego, wojna w Wietnamie, lądowanie na Księżycu czy afera Watergate.
W prowadzonych przez siebie programach Cronkite mówił w tempie 124 słów na minutę, by każdy mógł go zrozumieć (przeciętna wśród mieszkańców USA to 165 słów na minutę).
Popierał Kennedy’ego i był przeciwny wojnie w Wietnamie. Przeszedł na emeryturę w marcu 1981 (zastąpił go wtedy Dan Rather). Wypowiadał się jednak często publicznie, między innymi jako przeciwnik George’a W. Busha i ataku na Irak. Wspierał Billa Clintona podczas jego impeachmentu.
Zmarł po długiej chorobie – od lat cierpiał na chorobę naczyniową mózgu. Był krótkofalowcem, posiadał znak KB2GSD.